# Liste der Naturdenkmale in Waldems
Die Liste der Naturdenkmale in Waldems nennt die auf dem Gebiet der Gemeinde Waldems im Rheingau-Taunus-Kreis gelegenen Naturdenkmale.

## Naturdenkmale
| Bild                          | Bezeichnung       | Ortsteil, Lage                             | Beschreibung | Art          | Nr.  |
| ----------------------------- | ----------------- | ------------------------------------------ | ------------ | ------------ | ---- |
| BW                            | Rosskastanie      | Niederems 50° 15′ 20,7″ N, 8° 21′ 46,4″ O  |              | Rosskastanie | 16/1 |
| mehr Fotos \| Fotos hochladen | Linde             | Niederems 50° 15′ 19,1″ N, 8° 21′ 49,4″ O  |              | Linde        | 16/2 |
| mehr Fotos \| Fotos hochladen | 2 Friedhofslinden | Reinborn 50° 15′ 43″ N, 8° 21′ 29,9″ O     |              | Linde        | 16/3 |
| mehr Fotos \| Fotos hochladen | Fels „Lai“        | Reichenbach 50° 16′ 13,9″ N, 8° 22′ 3,8″ O |              | Fels         | 16/4 |
| BW                            | Linde             | Reichenbach 50° 16′ 27,7″ N, 8° 22′ 44″ O  |              | Linde        | 16/5 |